# Bobiel
Bobiel (auch: Bobiol) ist ein Stadtviertel (französisch: quartier) im Arrondissement Niamey I der Stadt Niamey in Niger.

## Geographie
Bobiel befindet sich im Nordwesten des urbanen Gemeindegebiets von Niamey. Zu den benachbarten Stadtvierteln zählen Cité Chinoise im Osten und Riyad im Süden. Bobiel erstreckt sich über eine Fläche von etwa 90,5 Hektar und liegt wie der gesamte Norden von Niamey in einem Tafelland mit einer weniger als 2,5 Meter tiefen Sandschicht, wodurch nur eine begrenzte Einsickerung möglich ist. Bei starken Regenfällen stehen die Straßen unter Wasser, was zu Verkehrsproblemen führt.

## Geschichte
Noch in den 1970er Jahren befand sich hier ein unbebautes baumloses Ackerbaugebiet. Das Stadtviertel Bobiel entstand schließlich nach 1989. Es gehörte administrativ bis Anfang des 21. Jahrhunderts zu Niamey II, bis es zu Niamey I wechselte.

## Bevölkerung
Bei der Volkszählung 2012 hatte Bobiel 48.551 Einwohner, die in 8476 Haushalten lebten. Bei der Volkszählung 2001 betrug die Einwohnerzahl 2161 in 347 Haushalten.

## Infrastruktur
Im Stadtviertel gibt es mehrere öffentliche Grundschulen. In den Grundschulen Bobiel 2 und Bobiel 4 wurden im April 2014 durch Feuer schwere Schäden verursacht.